# Palazzo Miani Coletti Giusti
Palazzo Miani Coletti Giusti (conosciuto anche semplicemente come Palazzo Giusti o come Palazzo Duodo) è un palazzo di Venezia, ubicato nel sestiere di Cannaregio, affacciato sul lato sinistro del Canal Grande tra la Ca' d'Oro e Palazzo Fontana Rezzonico.

## Storia
Il palazzo, come inciso in facciata, fu realizzato nell'anno 1766: passò più volte di proprietà, essendo stato possedimento sia della famiglia Miani, sia dei Coletti, sia dei Giusti. Assieme alla Ca' d'Oro, ospita la Galleria Franchetti.

## Architettura
Caratterizzato da una lineare facciata verdastra, opera di Antonio Visentini, il palazzo si sviluppa su quattro piani ed è caratterizzato da alcune peculiarità, quali la presenza di quattro portali ad acqua circondati da semicolonne doriche e separati da tre nicchie contenenti statue raffiguranti uomini dell'epoca, di numerose monofore che rimpiazzano le polifore tipiche dei piani nobili (anche se il ritmo serrato della composizione assottiglia così tanto la distanza tra le monofore centrali che le fa apparire come un'unica polifora), di una linea di gronda particolarmente marcata e contraddistinta da un arco scemo, di un abbaino imponente e di due terrazze con balaustra a colonnine. Nel complesso, si notano varie allusioni allo stile promosso da Andrea Palladio. Il secondo piano nobile è caratterizzato dalla presenza di due nicchie circolari chiuse in timpani triangolari.